# Air Arabia Egypt
Air Arabia Egypt er et lavprisflyselskab fra Egypten. Flyselskabet er et joint venture mellem det egyptiske rejse- og turismeselskab, Travco Group og Air Arabia. Selskabet har base i Alexandrias lufthavn.